# جایزه انجمن منتقدان فیلم منطقه واشینگتن دی.سی. برای بهترین بازیگر مرد
جایزه انجمن منتقدان فیلم منطقه واشینگتن دی.سی. برای بهترین بازیگر مرد (به انگلیسی: Washington D.C. Area Film Critics Association Award for Best Actor) یکی از جوایز سالانه است که توسط انجمن منتقدان فیلم منطقه واشینگتن دی.سی. اهدا می‌شود.

## برندگان و نامزدها

### دهه ۲۰۰۰
| سال  | بازیگر            | فیلم                                     | نقش                    |
| ---- | ----------------- | ---------------------------------------- | ---------------------- |
| ۲۰۰۲ | جک نیکلسون        | درباره اشمیت                             | وارن اشمیت             |
| ۲۰۰۳ | بیل مری           | گمشده در ترجمه                           | باب هریس               |
| ۲۰۰۳ | چیویتل اجیوفور    | چیزهای زیبای کثیف                        | اوکوی                  |
| ۲۰۰۳ | بن کینگزلی        | خانه‌ای از شن و مه                        | بهرانی                 |
| ۲۰۰۳ | شان پن            | رودخانه مرموز                            | جیمی مارکوم            |
| ۲۰۰۳ | جانی دپ           | دزدان دریایی کارائیب: نفرین مروارید سیاه | جک اسپارو              |
| ۲۰۰۴ | جیمی فاکس         | ری                                       | ری چارلز               |
| ۲۰۰۵ | فیلیپ سیمور هافمن | کاپوتی                                   | ترومن کاپوتی           |
| ۲۰۰۵ | هیث لجر           | کوهستان بروکبک                           | انیس دل مار            |
| ۲۰۰۵ | دیوید استراترن    | شب‌بخیر و موفق باشید                      | ادوارد مورو            |
| ۲۰۰۵ | ترنس هاوارد       | شتاب و طغیان                             | دی‌جی                   |
| ۲۰۰۵ | واکین فینیکس      | سربه‌راه باش                              | جانی کش                |
| ۲۰۰۶ | فارست ویتاکر      | آخرین پادشاه اسکاتلند                    | عیدی امین              |
| ۲۰۰۷ | جرج کلونی         | مایکل کلیتون                             | مایکل کلیتون           |
| ۲۰۰۸ | میکی رورک         | کشتی‌گیر                                  | رندی «دِ رَم» رابینسون   |
| ۲۰۰۹ | جرج کلونی         | بالا در آسمان                            | رایان بینگام           |
| ۲۰۰۹ | کالین فرث         | یک مرد مجرد                              | جرج فالکونر            |
| ۲۰۰۹ | مورگان فریمن      | شکست‌ناپذیر                               | نلسون ماندلا           |
| ۲۰۰۹ | جرمی رنر          | مهلکه                                    | گروهبانیکم ویلیام جیمز |
| ۲۰۰۹ | ویگو مورتنسن      | جاده                                     | مَن                     |

### دهه ۲۰۱۰
| سال  | بازیگر            | فیلم                    | نقش                                     |
| ---- | ----------------- | ----------------------- | --------------------------------------- |
| ۲۰۱۰ | کالین فرث         | سخنرانی پادشاه          | جرج ششم                                 |
| ۲۰۱۰ | جف بریجز          | شهامت واقعی             | مارشال ایالات متحده روبن «روستر» کاگبرن |
| ۲۰۱۰ | رابرت دووال       | گت لو                   | فلیکس بوش                               |
| ۲۰۱۰ | جسی آیزنبرگ       | شبکه اجتماعی            | مارک زاکربرگ                            |
| ۲۰۱۰ | جیمز فرانکو       | ۱۲۷ ساعت                | آرون رالستون                            |
| ۲۰۱۱ | جرج کلونی         | زادگان                  | مت کینگ                                 |
| ۲۰۱۱ | ژان دوژاردن       | آرتیست                  | جرج والنتین                             |
| ۲۰۱۱ | مایکل فاسبندر     | شرم                     | براندون سالیوان                         |
| ۲۰۱۱ | برد پیت           | مانیبال                 | بیلی بین                                |
| ۲۰۱۱ | مایکل شنون        | پناه بگیر               | کرتیس لافورچ                            |
| ۲۰۱۲ | دنیل دی-لوئیس     | لینکلن                  | آبراهام لینکلن                          |
| ۲۰۱۲ | جان هاکس          | جلسه‌ها                  | مارک آبراین                             |
| ۲۰۱۲ | هیو جکمن          | بینوایان                | ژان والژان                              |
| ۲۰۱۲ | واکین فینیکس      | استاد                   | فردی کوئل                               |
| ۲۰۱۲ | دنزل واشنگتن      | پرواز                   | ویلیام «ویپ» ویتاکر سنیور               |
| ۲۰۱۳ | چیویتل اجیوفور    | ۱۲ سال بردگی            | سالومون نورثاپ                          |
| ۲۰۱۳ | لئوناردو دی‌کاپریو | گرگ وال استریت          | جردن بلفورت                             |
| ۲۰۱۳ | متیو مک‌کانهی      | باشگاه خریداران دالاس   | ران وودروف                              |
| ۲۰۱۳ | واکین فینیکس      | او                      | تئودور تومبلی                           |
| ۲۰۱۳ | رابرت ردفورد      | همه‌چیز از دست رفته‌است   | مرد ما                                  |
| ۲۰۱۴ | مایکل کیتون       | بردمن                   | ریگان تامسون                            |
| ۲۰۱۴ | بندیکت کامبربچ    | بازی تقلید              | آلن تورینگ                              |
| ۲۰۱۴ | اسکار آیزاک       | یک سال بسیار خشن        | ایبل مورالس                             |
| ۲۰۱۴ | دیوید اویلوو      | سلما                    | مارتین لوتر کینگ جونیور                 |
| ۲۰۱۴ | ادی ردمین         | نظریه همه‌چیز            | استیون هاوکینگ                          |
| ۲۰۱۵ | لئوناردو دی‌کاپریو | بازگشته                 | هیو گلاس                                |
| ۲۰۱۵ | مت دیمون          | مریخی                   | مارک واتنی                              |
| ۲۰۱۵ | جانی دپ           | عشاء ربانی سیاه         | جیمز بالجر                              |
| ۲۰۱۵ | مایکل فاسبندر     | استیو جابز              | استیو جابز                              |
| ۲۰۱۵ | ادی ردمین         | دختر دانمارکی           | لیلی البه / آینار ویگنر                 |
| ۲۰۱۶ | کیسی افلک         | منچستر بای د سی         | لی چندلر                                |
| ۲۰۱۶ | جوئل اجرتون       | لاوینگ                  | ریچارد لاوینگ                           |
| ۲۰۱۶ | اندرو گارفیلد     | ستیغ هک‌سا               | دزموند داس                              |
| ۲۰۱۶ | رایان گاسلینگ     | لا لا لند               | سباستین وایلدر                          |
| ۲۰۱۶ | دنزل واشنگتن      | حصارها                  | تروی مکسون                              |
| ۲۰۱۷ | گری اولدمن        | تاریک‌ترین لحظات         | وینستون چرچیل                           |
| ۲۰۱۷ | تیموتی شالامی     | مرا با نامت صدا کن      | الیو پرلمن                              |
| ۲۰۱۷ | دنیل دی-لوئیس     | رشته خیال               | رینالدز وودکاک                          |
| ۲۰۱۷ | جیمز فرانکو       | هنرمند فاجعه            | تامی وایزو                              |
| ۲۰۱۷ | دنیل کالویا       | برو بیرون               | کریس واشنگتن                            |
| ۲۰۱۸ | بردلی کوپر        | ستاره‌ای متولد شده‌است    | جکسون مِین                               |
| ۲۰۱۸ | کریستین بیل       | معاون                   | دیک چینی                                |
| ۲۰۱۸ | ایثن هاک          | نخستین اصلاح‌شده         | ریورند ارنست تالر                       |
| ۲۰۱۸ | رامی ملک          | بوهمین راپسودی          | فردی مرکوری                             |
| ۲۰۱۸ | ویگو مورتنسن      | کتاب سبز                | تونی لیپ                                |
| ۲۰۱۹ | آدام درایور       | داستان ازدواج           | چارلی باربر                             |
| ۲۰۱۹ | رابرت دنیرو       | مرد ایرلندی             | فرانک شیرن                              |
| ۲۰۱۹ | لئوناردو دی‌کاپریو | روزی روزگاری در هالیوود | ریک دالتون                              |
| ۲۰۱۹ | واکین فینیکس      | جوکر                    | جوکر                                    |
| ۲۰۱۹ | آدام سندلر        | جواهرات تراش‌نخورده      | هووارد رتنر                             |

### دهه ۲۰۲۰
| سال  | بازیگر     | فیلم       | نقش        |
| ---- | ---------- | ---------- | ---------- |
| ۲۰۲۰ | اعلام نشده | اعلام نشده | اعلام نشده |